# Simone Barone
Simone Barone (Nocera Inferiore, 30 de abril de 1978) é um ex-futebolista italiano que atuava como volante. Atualmente é coordenador técnico da Salernitana.
Como jogador, fez parte da Seleção Italiana campeã da Copa do Mundo FIFA de 2006.

## Carreira como jogador
Iniciou sua carreira como jogador profissional no Parma na temporada 1996–97, e vestiu as camisas de Padova, Alzano e Chievo, antes de viver o seu melhor momento com a camisa do Palermo. Com o destaque pelos Rosanero entre 2004 e 2006, passou a ser convocado pelo treinador Marcello Lippi para a Seleção Italiana. Disputou 16 partidas com a camisa da Azzurra e marcou um gol.
Em agosto de 2006 foi para o Torino, onde jogou por três temporadas. Após o rebaixamento do Toro na temporada 2008–09, Barone foi anunciado pelo Cagliari no dia 6 de agosto de 2009.

## Carreira como treinador
Iniciou sua carreira como técnico em 2016, sendo auxiliar no Delhi Dynamos, da Índia. Depois treinou as categorias de base da Juventus e entre 2018 e 2021 comandou a equipe de juniores do Sassuolo.

## Estatísticas

### Seleção Nacional
| Seleção Italiana | Seleção Italiana | Seleção Italiana |
| Ano              | Jogos            | Gols             |
| ---------------- | ---------------- | ---------------- |
| 2004             | 2                | 0                |
| 2005             | 9                | 1                |
| 2006             | 4                | 0                |
| Total            | 15               | 1                |

#### Gols pela Seleção
| # | Data                   | Local                               | Adversário | Placar | Competição |
| - | ---------------------- | ----------------------------------- | ---------- | ------ | ---------- |
| 1 | 9 de fevereiro de 2005 | Estádio Sant'Elia, Cagliari, Itália | Rússia     | 2–0    | Amistoso   |

## Títulos
Seleção Italiana
- Copa do Mundo FIFA: 2006